# Lijst van filmmuziek van John Williams
Deze lijst bevat films waarvan de filmscore van de hand is van de filmcomponist John Williams.
Legenda
O: Academy Award (Oscar) gewonnen

On: Academy Award-nominatie voor de beste filmmuziek

## 1959-1969
- Daddy-O, 1959
- Gidget, 1959
- Because They're Young, 1960
- I Passed for White, 1960
- Bachelor Flat, 1961
- The Secret Ways, 1961
- Diamond Head, 1963
- Gidget Goes to Rome, 1963
- The Killers, 1964
- John Goldfarb, please come Home, 1964
- Non but the Brave, 1965
- How to Steal a Million, 1966
- Not With my Wife You Don't!, 1966
- Penelope, 1966
- The Plainsman, 1966
- Fitzwilly, 1967
- Valley of the Dolls, 1967 (On)
- Sergeant Ryker, 1968
- Heidi, 1968
- Daddy's Gone A-Hunting, 1969
- The Reivers, 1969 (On)

## 1970-1979
- Goodbye, Mr. Chips, 1970 (On)
- Story of a Woman, 1970
- Fiddler on the Roof, 1971 (O)
- Jane Eyre, 1971
- The Cowboys, 1972
- Images, 1972 (On)
- Pete 'n' Tillie, 1972
- The Poseidon Adventure, 1972 (On)
- Cinderella Liberty, 1973 (2 On)
- The Long Good-bye, 1973
- The Man who Loved Cat Dancing, 1973
- Tom Sawyer, 1973 (On)
- The Paper Chase, 1973
- Conrack, 1974
- The Sugarland Express, 1974
- Earthquake, 1974
- The Towering Inferno, 1974, suite (On)
- Jaws, 1975 (O)
- The Eiger Sanction, 1976
- Family Plot, 1976
- Midway, 1976
- The Missouri Breaks, 1976
- Black Sunday, 1977
- Close Encounters of the Third Kind, 1977 (On)
- Star Wars, 1977 (O)
- Jaws 2, 1978
- The Fury, 1978
- Superman, 1978 (On)
- Dracula, 1979

## 1980-1989
- Airplane!, 1980
- 1941, 1980
- Star Wars: Episode V: The Empire Strikes Back, 1980 (On)
- Superman II, 1980 (thema: "Prelude and Main Title March")
- Heartbeeps, 1981
- Raiders of the Lost Ark, 1981 (On)
- Mon-signor, 1982
- E.T. the Extra-Terrestrial, 1982 (O)
- Yes, Giorgio, 1982 (On)
- Beyond the Limit, 1983
- The Big Chill, 1983
- Jaws 3-D, 1983 (thema: "Main Title (Theme From Jaws)")
- Superman III, 1983 (thema: "Prelude and Main Title March")
- Star Wars: Episode VI: Return of the Jedi, 1983 (On)
- Best Defence, 1984
- The River, 1984 (On)
- Terror in the Aisles, 1984
- Top Secret!, 1984
- Indiana Jones and the Temple of Doom, 1984 (On)
- Emma’s War, 1985
- Ferris Bueller's Day Off, 1986
- Space Camp, 1986
- Empire of the Sun, 1987 (On)
- Jaws: The Revenge, 1987 (thema: "Main Title (Theme From Jaws)")
- Superman IV: The Quest for Peace, 1987 (thema: "Prelude and Main Title March")
- The Witches of Eastwick, 1987 (On)
- The Accidental Tourist, 1988 (On)
- Always, 1989
- Born on the Fourth of July, 1989 (On)
- Indiana Jones and the Last Crusade, 1989 (On)

## 1990-1999
- Home Alone, 1990 (2 On)
- Presumed Innocent, 1990
- Stanley & Iris, 1990
- Hook, 1991 (On)
- JFK, 1991 (On)
- Far and Away, 1992
- Home Alone 2: Lost in New York, 1992
- Jurassic Park, 1993
- Schindler's List, 1994 (O)
- Sabrina, 1995 (2 On)
- Nixon, 1995 (On)
- Sleepers, 1996 (On)
- Rosewood, 1997
- The Lost World: Jurassic Park, 1997
- Seven Years in Tibet, 1997 (On)
- Amistad, 1998 (On)
- Saving Private Ryan, 1998 (On)
- Stepmom, 1999
- Star Wars: Episode I: The Phantom Menace, 1999
- Angela's Ashes, 1999 (On)

## 2000-2009
- The Patriot, 2000 (On)
- A.I.: Artificial Intelligence, 2001 (On)
- Jurassic Park III, 2001 (thema: "Theme from Jurassic Park")
- Harry Potter en de Steen der Wijzen, 2001 (On)
- Star Wars: Episode II: Attack of the Clones, 2002
- Minority Report, 2002
- Harry Potter en de Geheime Kamer, 2002
- Catch Me If You Can, 2002 (On)
- Harry Potter en de Gevangene van Azkaban (album), 2004 (On)
- The Terminal, 2004
- Star Wars: Episode III: Revenge of the Sith, 2005
- War of the Worlds, 2005
- Harry Potter en de Vuurbeker, 2005 (thema: "Hedwig's Theme")
- Memoirs of a Geisha, 2005 (On)
- Munich, 2005 (On)
- Superman Returns, 2006 (thema: "Prelude and Main Title March")
- Harry Potter en de Orde van de Feniks, 2007 (thema: "Hedwig's Theme")
- Indiana Jones and the Kingdom of the Crystal Skull, 2008
- Harry Potter en de Halfbloed Prins, 2008 (thema: "Hedwig's Theme")

## 2010-heden
- Harry Potter en de Relieken van de Dood deel 1, 2010 (thema: "Hedwig's Theme")
- Harry Potter en de Relieken van de Dood deel 2, 2011 (thema: "Hedwig's Theme")
- The Adventures of Tintin: The Secret of the Unicorn, 2011 (On)
- War Horse, 2012 (On)
- Lincoln, 2012 (On)
- The Book Thief, 2013 (On)
- Jurassic World, 2015 (thema: "Theme from Jurassic Park")
- Star Wars: Episode VII: The Force Awakens, 2015 (On)
- The BFG, 2016
- Fantastic Beasts and Where to Find Them, 2016 (thema: "Hedwig's Theme")
- Rogue One: A Star Wars Story, 2016 (o.a. thema: "Main Title" en "The Imperial March")
- Star Wars: Episode VIII: The Last Jedi, 2017 (On)
- The Post, 2017
- Solo: A Star Wars Story, 2018 (o.a. thema: "Main Title" en "The Adventures of Han")
- Jurassic World: Fallen Kingdom, 2018 (thema: "Theme from Jurassic Park")
- Star Wars: Episode IX: The Rise of Skywalker, 2019 (On)
- Obi-Wan Kenobi, 2022  (Obi-Wan Kenobi Theme)
- The Fabelmans, 2022
- Indiana Jones and the Dial of Destiny, 2023